# Стелс (компьютерные игры)

Metal Gear Solid: Солид Снейк прячется за контейнером.

Стелс (англ. stealth «невидимка; скрытность») — жанр компьютерных игр, в которых игрок должен избегать обнаружения игрового персонажа противниками или скрытно устранять их, не привлекая к себе внимания. Чтобы остаться незамеченным в этих играх, игровой персонаж должен прятаться от врагов, использовать маскировку и не создавать шума. Многие игры предоставляют игроку выбор — атаковать врагов открыто или сохранить скрытность; тем не менее, большинство игр поощряют игрока за сохранение максимально возможной степени скрытности. В играх жанра используются мотивы шпионажа, контртерроризма и преступности. Протагонистами могут быть оперативники подразделений специального назначения, шпионы, воры, ниндзя, ассасины. В некоторых играх стелс-элементы комбинируется с геймплеем других жанров, например с шутерами от первого лица и даже с платформерами.
Уже в некоторых ранних играх появляется уклон в сторону скрытности, среди них Manbiki Shounen (1979), Lupin III (1980), 005 (1981), Castle Wolfenstein (1981), Saboteur! (1985), Infiltrator (1986), Metal Gear (1987), Metal Gear 2: Solid Snake (1990). Жанр обрёл популярность в 1998 году, когда большого успеха добились игры Metal Gear Solid, Tenchu: Stealth Assassins, Thief: The Dark Project. Tenchu стала первой трёхмерной игрой в жанре. Вышедший через несколько месяцев после неё Metal Gear Solid превратил малоизвестную до того серию Metal Gear в высоко оцениваемую и прибыльную франшизу с большим количеством последовавших сиквелов. Игра Thief: The Dark Project стала первой игрой жанра стелс для PC. За этими играми последовали другие — Hitman и Splinter Cell. В выпущенных позднее играх предусмотрена возможность выбора между тактикой скрытности, открытой атакой или сочетанием их.

## Определение
В отличие от большинства экшн-игр, в играх жанра стелс обычно необходимо избегать обнаружения врагом. Основными элементами геймплея современных стелс-игр являются разные способы уклониться от стычек с врагом, создание максимальной бесшумности, а также эффект неожиданности при атаке врагов из теней. Обычным делом в этих играх является выполнение заданий, оставаясь незамеченным врагом, что некоторые критики описывают как «призрачность». Несмотря на то, что в отдельных играх скрытность может быть единственным способом выиграть, в большинстве игр обычно предусматриваются другие способы и стили достижения поставленной задачи. Игроки могут прятаться за предметами или скрываться в тенях, а при встрече с врагом могут или атаковать его, или незаметно проскользнуть мимо. Если игрок будет обнаружен врагом, обычно требуется спрятаться на некоторое время, пока враги не прекратят поиск. Таким образом, важность приобретают планирование и метод проб и ошибок. Однако, в некоторых стелс-играх придаётся важность мастерству рукопашного боя, которое становится полезным в случае обнаружения персонажа врагом. В некоторых играх игрок может выбирать между убийством врагов или простым его оглушением. Если «призрачность» необязательна для прохождения, либо в недостаточной степени реализована в игре, игроки все же могут пробовать избегать сражений по моральным причинам или для демонстрации своего мастерства.

## Особенности геймдизайна
Поскольку возможность скрываться в тенях — элемент геймплея, грамотная работа со светом и тенью является требованием к дизайну уровней. Обычно у игрока есть возможность отключать некоторые источники света. Также для стелс-игр важным является звуковое сопровождение, чтобы игрок мог услышать еле заметные звуки, которые могут заметить враги и предпринять некоторые ответные действия. Как правило в этих играх производимый игроком шум будет отличаться в зависимости от поверхности, по которой он идёт, например, по металлу или дереву. Беспечные перемещения игрока создают больше шума, чем привлекают внимание врагов.
Для включения в геймплей игры стелс-элементов необходимо ограничить осведомлённость искусственного интеллекта (ИИ) таким образом, чтобы он не знал об определённых частях игры. В стелс-играх ИИ принимает определённые решения относительно действий врагов в ответ на результаты действий игрока, такие как отключение освещения, вместо прямой реакции на действия игрока. У врагов обычно есть некий угол обзора, поэтому игрок, чтобы не быть замеченным, может прятаться за предметами, скрываться в тенях или перемещаться, пока враг смотрит в другую сторону. Как правило, враги могут обнаруживать, когда игрок дотрагивается до них или находится на определённом незначительном расстоянии. В целом, то, на какие действия игрока будет реагировать ИИ, в разных играх различно, причём в более современных играх можно найти более широкий спектр вражеских ответных действий. Часто движения управляемых ИИ врагов шаблонны и предсказуемы, что позволяет придумать стратегию для их преодоления. В играх жанра стелс игрок обычно ограничен в возможностях участия в непосредственном сражении с врагом, поскольку обычно персонаж имеет при себе неэффективное оружие или оружие несмертельного действия, в то время как враги превосходят игрока как в вооружённости, так и в количестве. Также у персонажа может быть ограничено количество очков здоровья, что делает любые непосредственные боевые столкновения крайне опасными. Иногда жанр стелс смешивается с жанром «выживание в кошмаре», в котором игрок должен прятаться и избегать встреч со сверхъестественными или, редко, обычными земными врагами, несмотря на их попытки выследить игрока. Примерами такого смешения жанров Stealth/Horror (с англ. — «скрытность и кошмар») являются серии игр Amnesia: The Dark Descent, Outlast и Penumbra.

## Историческая справка

### Ранний период (1979—1997)
По мнению Джона Щепаниака (англ. John Szczepaniak) из журнала Retro Gamer первой игрой в жанре стелс стала японская игра Manbiki Shounen (Shoplifting Boy в переводе с англ. — «магазинный воришка»). Игра вышла в ноябре 1979 года на компьютере Commodore PET, её разработал Хироси Судзуки. В ней рассказывается о мальчике, который приходит в магазин и пытается там украсть символы «$», стараясь остаться незамеченным хозяином магазина. В случае обнаружения попытки кражи, мальчика уводит полиция. Судзуки представил свою идею разработчикам из Taito Corporation, которая вдохновила их на создание похожей игры Lupin III для аркадных автоматов, основанной на одноимённой манге и аниме. Эта игра вышла в апреле 1980 года. Позднее, в ноябре 1980 года, Судзуки разработал продолжение Manbiki Shounen — игру Manbiki Shoujo (Shoplifting Girl в переводе с англ. — «магазинная воровка») также для Commodore PET.
В 1981 году японская компания Sega выпустила аркадную игру 005, в которой игрок должен доставить портфель с секретными документами к ожидающему его вертолёту, оставшись незамеченным под светом вражеских фонарей и используя коробки, чтобы прятаться. Эта игра была включена в «Книгу рекордов Гиннесса» как первая игра, основанная на скрытности. В игре Castle Wolfenstein, вышедшей изначально на Apple II в 1981 году, также используется скрытность в качестве ключевого элемента геймплея. В ней игрок должен, пробравшись через уровни, похитить секретные документы и благополучно скрыться с ними. Игрок может использовать вражескую униформу для маскировки, оставаясь при этом нераскрытым вблизи охранников. В сиквеле Beyond Castle Wolfenstein, вышедшем в 1984 году, произведён ряд изменений, например, добавлен кинжал, используемый в ближнем бою, а также значительное внимание уделено маскировке при помощи вражеской униформы. Первоначально технически более продвинутая игра Wolfenstein 3D от id Software, вышедшая в 1992 году, должна была следовать духу геймплея оригинальной игры, включая элементы скрытности, однако от этого отказались для придания скорости и динамичности игре. Ирония в том, что Wolfenstein 3D расчистил дорогу для других новых трёхмерных экшн-игр, в частности для шутеров от первого лица.

Возможность заползать в тесные места, чтобы прятаться от врагов, появилась в Metal Gear 2: Solid Snake

В вышедшей в 1986 году игре Infiltrator от Mindscape сочетаются симулятор полёта и «наземные задания», основанные на скрытности. В этих «наземных заданиях» протагонист предпринимает попытки проникнуть на вражескую территорию, используя в качестве прикрытия поддельные удостоверения, а также усыпляющий газ для обездвиживания врагов. Целью этих миссий является создание снимков секретных документов, не подняв при этом тревоги. Игра Saboteur! (1985) от Durell Software является ещё одним примером ранней игры в жанре.
Игра Metal Gear за авторством Хидэо Кодзимы, вышедшая в 1987 году на MSX2 и в 1988 году на NES, содержит элементы стелс-игр в рамках общего action-adventure геймплея. Эта первая хорошо известная игра в жанре, выпущенная на игровых приставках. Поскольку компьютер MSX2 не продавался в Северной Америке, там эта игра была доступна только в версии для NES. В Metal Gear скрытности придавалась бо́льшая значимость, чем в других играх того времени. Так, главный герой, Солид Снейк, в начале игры вообще не имеет оружия (из-за чего необходимо избегать стычек с врагом до завладения оружием), а количество боеприпасов для каждого типа оружия ограничено. Враги же могут заметить Снейка на удалении (при этом используется механика угла зрения) и слышат выстрелы оружия без глушителя. В различных местах на уровнях установлены камеры видеонаблюдения, в случае обнаружения Снейка при их помощи поднимается тревога, и все враги на текущем экране начинают его преследовать. Также Снейк может маскироваться при помощи вражеской униформы, прятаться в картонных коробках и сражаться с врагами в рукопашном бою.
Сиквел игры, Metal Gear 2: Solid Snake, вышел в 1990 году на компьютерах MSX2. В нём развитию подверглись элементы скрытости из предыдущей игры, а также впервые встречается большинство геймплейных элементов, присутствующих в Metal Gear Solid. Среди их числа «трёхмерный» фактор высоты, позволяющий приседать и заползать в различные места, чтобы скрываться, например, в воздуховодах или под столами. Игрок может отвлекать внимание охранников стуком по разным поверхностям, а также использовать радар для планирования следующих действий. ИИ врагов также подвергся улучшениям, в числе которых угол зрения в 45 градусов, повороты головы для расширения области зрения, возможность слышать различные шумы, возможность перемещаться между разными экранами (ранее враги могли перемещаться только на текущем экране), а также тревожная система с тремя уровнями (например, сперва вызывается подкрепление для преследования нарушителя, некоторое время после потери его из вида продолжаются поиски, ещё через некоторое время происходит возвращение на обычное место службы). Также в игре присутствует сложная сюжетная линия и улучшенная графика.

### Создание жанра (1998—2002)

Солид Снейк может выглядывать из-за угла (Metal Gear Solid 2).

Хотя элементы геймплея стелс-игр встречались в некоторых играх в течение 1980-х и 1990-х годов, поворотной точкой для жанра считается 1998 год, когда вышли сразу три игры: Metal Gear Solid, Tenchu: Stealth Assassins и Thief: The Dark Project. Игра Tenchu, посвящённая тематике ниндзя, вышла за несколько месяцев до Metal Gear Solid, что делает её первой трёхмерной игрой, основанной на скрытности. Выход длительное время ожидавшегося Metal Gear Solid превратил ранее не слишком успешную серию игр в крупную и популярную франшизу. Превосходство Playstation в вычислительной мощности над другими приставками того времени позволило добиться большего погружения игрока как в сюжет, так и в игровой мир. Именно этой игре некоторые критики приписывают популяризацию жанра стелс. Игру Thief: The Dark Project также упоминают в числе первопроходцев жанра. В этой игре впервые использован трёхмерный вид от первого лица, что характеризовали как «крадущийся от первого лица» (англ. first-person sneaker) или «прокрадись мимо всех» (англ. sneak-em-up). В этой игре также впервые возможно пользоваться темнотой и тенями, чтобы скрываться в них. Другим важным для жанра нововведением Thief стало использование звуков как одной из главнейших игровых механик. Чтобы избежать обнаружения, игрок должен принимать в расчёт шумы, которые может издавать персонаж, например, передвигаясь по поверхностям из разного материала. Точно так же игрок может услышать издалека перемещения часовых, а также по звукам определить тип материала, по которому они передвигаются.
С выходом новых игр в жанре начала складываться тенденция на сближение с традиционными экшн-играми, проявившаяся в появлении возможности непосредственного противостояния с противниками. В серии Hitman, первая игра в которой вышла в 2000 году, допускается подобный стиль игры, однако игра поощряет игрока за использование скрытных и продуманных способов устранения антагонистов. Также Hitman: Codename 47 стала первой трёхмерной игрой с реализацией системы маскировки, обычной для игр жанра. Игра No One Lives Forever, созданная как пародия на тему шпионажа, вышла в том же 2000 году. Она предоставляет игроку похожую возможность выбора между скрытностью и открытым насилием, а также допускает их сочетания. В вышедшей в 2000 году игре Deus Ex в жанре ролевой боевик игрок также может выбрать скрытный способ достижения цели. Как заметил критик из газеты USA Today, «даже на наименьшем уровне сложности игрок из раза в раз будет стёрт в порошок атаками как людей, так и роботов-террористов, пока не научится ценить скрытность».
Собравшая похвалы критиков серия Metal Gear продолжилась с выходом игры Metal Gear Solid 2: Sons of Liberty (Playstation 2, 2001 год), в которой стелс-геймплей получил дальнейшее развитие. В ней был представлен целый набор новых возможностей, в том числе возможность «перепрыгивать ограждения и свисать с них, вскрытие шкафов, чтобы прятаться в них», а также возможность подкрадываться к врагам, «держа их на прицеле для получения предметов и боеприпасов». Metal Gear Solid 2: Sons of Liberty стала самой успешной игрой в жанре, продажи составили 7 млн копий, за ней следует Metal Gear Solid с проданными 6 млн копий.

### Дальнейшее развитие (2002—…)
Ввиду большого успеха Metal Gear Solid и, в какой-то степени, Tenchu и Thief, начался процесс внедрения элементов игр жанра стелс в самые различные компьютерные игры. В наибольшей степени этому влиянию подверглись экшн-игры, где стелс-элементы используются разнообразными способами. В 2002 году вышла первая игра в серии Splinter Cell, лицензированная Томом Клэнси. В ней предпринята попытка создания более реалистичной игры в духе Metal Gear. Как и в Metal Gear, если игрок выдаст себя в Splinter Cell, охранники поднимут общую тревогу. За этим последует резкое увеличение сложности игры либо автоматический провал задания. Splinter Cell также можно отметить за высокое качество компьютерной графики, использование динамических освещения и теней. Благодаря этим особенностям в большей степени ощущается игровая атмосфера, а также происходит постоянное изменение условий местах, где игрок мог бы спрятаться. В сиквеле Tom Clancy’s Splinter Cell: Pandora Tomorrow (2004) жанр стелс-игр получил режим многопользовательской игры.
По мере совершенствования и развития идей жанра стелс-элементы начинают проникать и в другие жанры. Так, выпущенная в 2002 году игра Sly Raccoon названа «стелс-платформером» (англ. stealth platformer), тогда как в игре Forbidden Siren 2003 года жанр стелс смешивается с жанром survival horror. Вышедшая в том же году игра Manhunt основана на идеях снафф-видео и позволяет игроку убивать врагов с различным уровнем жестокости в зависимости от того, как долго игрок преследовал врага. Эта игра стала первой в жанре с высоким уровнем графической жестокости. В вышедшей в 2004 году игре Metal Gear Acid от Konami стелс-геймплей сочетается с элементами пошаговых стратегий и тактических ролевых игр, кроме того, в игре имеются элементы из собственной серии карточных игр, основанной на Yu-Gi-Oh!.
Вышедшая в 2004 году на Playstation 2 игра Metal Gear Solid 3: Snake Eater привнесла в жанр возможность использования камуфляжа. Действие игры происходит в джунглях, поэтому игра сосредотачивается на существовании в естественной среде, кроме того важным аспектом игры является выживание — добыча пригодной пищи, самолечение, ближний бой. В следующем году вышла обновлённая версия игры (Subsistence), в которую вошёл новый для жанра режим многопользовательской онлайн-игры. Другой заметной игрой 2004 года является The Chronicles of Riddick: Escape from Butcher Bay, основанная на серии кинофильмов о Риддике — её герой Риддик пытается совершить побег из тюрьмы. Игровые механики экшн-игр и стелс-игр в игре совмещаются незаметно, что позволяет персонажу прятаться, преследовать или продвигаться с боем (в большинстве случаев). Игра снискала похвалы критиков, поэтому в 2009 году вышел сиквел — игра The Chronicles of Riddick: Assault on Dark Athena.

Dishonored — стелс-игра 2012 года, удостоенная высоких оценок.

Assassin’s Creed, вышедший в 2007 году, основывается на социальном аспекте скрытности — искусстве сливаться с толпой. В вышедшем в том же году шутере от первого лица Crysis с открытым миром от Crytek в геймплее используются стелс-элементы. То же относится к многопользовательскому шутеру от первого лица того же года Team Fortress 2 и к вышедшей в следующем году ролевой игре с видом от первого лица Fallout 3. В Metal Gear Solid 4: Guns of the Patriots, вышедшей в 2008 году на Playstation 3, добавлен элемент аренных сражений, так как стелс-геймплей реализован на поле боя, где сражаются две армии, в каждую из которых может внедриться Солид Снейк. В Assassin’s Creed II, вышедшим в 2009 году, были развиты идеи скрытности из предыдущей игры серии. Теперь игрок может скрыться в любой группе людей, а не только в предопределённых. Игрок может отвлекать стражу, бросая монеты, либо нанимая воров или куртизанок. Кроме того в игре присутствует имеющий дурную славу уровень, в котором игрок более заметен для стражи, пока не заплатит глашатаю, либо не сорвёт разыскные ориентировки. В вышедших в том же году играх Uncharted 2: Among Thieves и Batman: Arkham Asylum используются элементы скрытности в разных игровых ситуациях. В многопользовательских режимах игр Aliens versus Predator (2010) и Killzone 3 (2011) также имеются элементы скрытности.
В игре Dishonored, вышедшей в 2012 году, изначально планировалось использовать стелс-элементы, показанные в Thief, такие как важность освещения и теней. Позднее разработчики отказались от этой идеи — с одной стороны, они считали нереалистичной оригинальную механику Thief, когда герой мог стоять буквально под носом у неигрового персонажа и оставаться для него невидимым; а с другой стороны, отсутствие полной темноты позволяло показывать игроку детально проработанное окружение, составляющее одно из достоинств игры. Вместо этого в игре скрытность основывается на «эффекте преграды», используются конусы зрения, препятствия и особые умения, с помощью которых можно определять, видим ли персонаж. Журнал Forbes назвал Dishonored одной из лучших стелс-игр 2012 года, наряду с Hitman: Absolution и Mark of the Ninja. Mark of the Ninja нетипична для жанра, поскольку является двумерным сайд-скроллером. Благодаря этому проявились уникальные особенности, в числе которых отсутствие углов, за которыми персонаж мог бы спрятаться, и характерная для сайд-скроллера видимость. Разработчики учли эти особенности добавлением «тумана», который скрывает от игрока то, что не может видеть персонаж, визуальным представлением вражеских «линий видимости» и даже визуализацией шумов, издаваемых персонажем, и расстояния, на котором они слышны. После прохождения игры становится доступным режим повышенной сложности, называющийся New Game Plus. В нём видимость дополнительно ограничивается добавлением «тумана» за спиной игрока, отключением «линий видимости» врагов и шумов.